# ア・コルーニャ県
ア・コルーニャ県（ア・コルーニャけん、ガリシア語：Provincia da Coruña）は、スペイン・ガリシア州の県。ガリシア州にある4つの県のうちの1つであり、現在の県は1833年にハビエル・デ・ブルゴスによって創設された。東は同州のルーゴ県、南はポンテベドラ県に接し、北と西は大西洋に面している。県都はア・コルーニャ。スペイン語による県名はラ・コルーニャ県（Provincia de la Coruña）であるが、ガリシア語の名称が公式名称となっている。

## 地理
ア・コルーニャ県の面積は7876 km²である。

### 地勢
ア・コルーニャ県付近の海岸は、県の北側海岸がリアス・アルタスと呼ばれ、県の西側海岸はリアス・バイシャスと呼ばれる、いわゆるリアス式海岸の名称の由来となった海岸であり、入り組んだ海岸線が連続している。また、フィニステレ岬を擁する。
メロ川とマンデオ川の流域およびカンタブリア海と大西洋の沿岸地域には数種類の木生シダおよびヨーロッパナラ、ピレネーオークの森林が生えており、三角江、沼地、小川、湾、サンゴ礁、崖、湿地、海岸ラグーン、砂丘、海岸草地、塩生植物の森林など多様な地形と生態系がある。2013年にユネスコの生物圏保護区に指定された。

#### リア
リア（ガリシア語、ría）とは、深く内陸へと切れ込んだ入り江のことである。
- リア・デ・アーレス（スペイン語版）（Ría de Ares）- エウメ川（ガリシア語版）の河口に位置する。
- リア・デ・ベタンソス（ガリシア語版）（Ría de Betanzos）- マンデオ川（ガリシア語版）とランブレ川（ガリシア語版）の河口に位置する。
- リア・デ・カマリーニャス（ガリシア語版）（Ría de Camariñas）-  オ・ポルト川（ガリシア語版）の河口に位置する。
- リア・デ・セデイラ（ガリシア語版）（Ría de Cedeira）- ポルト・ド・カボ川の河口に位置する。
- リア・デ・コルクビョン（ガリシア語版）（Ría de Corcubión）
- リア・デ・コルメ・エ・ラシェ（ガリシア語版）（Ría de Corme e Laxe）- アンジョンス川（ガリシア語版）の河口に位置する。
- リア・ダ・コルーニャ（ガリシア語版）（Ría da Coruña）- メロ川（ガリシア語版）の河口に位置する。
- リア・デ・フェロル（ガリシア語版）（Ría de Ferrol）- シュビア川（ガリシア語版）の河口に位置する。
- リア・デ・ムーロス・エ・ノイア（ガリシア語版）（Ría de Muros e Noia）
- リア・デ・オルティゲイラ（ガリシア語版）（Ría de Ortigueira）- メラ川（ガリシア語版）の河口に位置する。
- リア・ド・バルケイロ（ガリシア語版）（Ría do Barqueiro）- ソル川（ガリシア語版）の河口に位置し、対岸はルーゴ県である。
- リア・デ・アロウサ（Ría de Arousa）- ウジャ川（ガリシア語版）の河口に位置し、対岸はポンテベドラ県である。ガリシア州にあるリアで最大。

### 人口
| ア・コルーニャ県の人口推移 1900－2010                   |
|                                                         |
| 出典:INE（スペイン国立統計局）1900年 - 1991年、1996年 - |

### 交通
ルーゴ県からは高速道路A-6号線（起点はマドリード）で、またポンテベドラ県からは県都ア・コルーニャと、フェロルとサンティアゴ・デコンポステーラをつなぐAP-9号線で行くことができる。
鉄道網については、現在4路線が通っている。3路線はRENFE（スペイン国鉄）によるもので、そのうちの2路線はカスティーリャ・イ・レオン州とガリシア州をつないでいる。一方はレオンを経て、州内に入り、モンフォルテ・デ・レモス経由でルーゴ、ア・コルーニャに至る。もう一方はサモーラを経て、州内に入り、オウレンセ経由でサンティアゴ・デ・コンポステーラ、ア・コルーニャに至る。RENFEの残り1つの路線は大西洋側を走っており、ビーゴとア・コルーニャを結んでいる。4番目の路線ははFEVE（スペイン狭軌鉄道）によるもので、アストゥリアス州からリア・デ・リバデオを渡り、フェロルに至っている。.
空港はサンティアゴ・デ・コンポステーラ空港（ラバコジャ）、ア・コルーニャ空港（アルベドロ）がある。
主要な港はア・コルーニャ港とフェロル港である。

## 行政区画
ア・コルーニャ県は94の基礎自治体によって構成されている。

### 主な自治体 （2010年）
| 順位 | 自治体                           | 人口    |
| 1    | ア・コルーニャ                   | 246,047 |
| 2    | サンティアゴ・デ・コンポステーラ | 94,824  |
| 3    | フェロル                         | 73,638  |
| 4    | ナロン                           | 38,285  |
| 5    | オレイロス                       | 33,550  |
| 6    | カルバージョ                     | 31,149  |
| 7    | アルテイショ                     | 30,255  |
| 8    | クジェレード                     | 28,737  |
| 9    | アメス                           | 27,900  |
| 10   | リベイラ                         | 27,504  |

### コマルカと自治体
ア・コルーニャ県は18のコマルカ（郡）に分けられている。
| コマルカ             | 構成自治体（太字は中心となる自治体） | 数 | 人口（人） | 面積（km²） |
| -------------------- | --- | -- | ---------- | ----------- |
| アルスーア           | アルスーア、ボイモルト、オ・ピノ、トウロ | 4  | 18,084     | 485.0       |
| バルバンサ           | ボイロ、ア・ポブラ・ド・カラミニャル、リアンショ、リベイラ                                                                                     | 4  | 68,264     | 246.8       |
| ア・バルカーラ       | ア・バーニャ、ネグレイラ | 2  | 11,349     | 213.1       |
| ベルガンティーニョス | カバーナ・デ・ベルガンティーニョス、カルバージョ、コリスタンコ、ア・ララーチャ、ラシェ、マルピカ・デ・ベルガンティーニョス、ポンテセソ         | 7  | 70,246     | 744.2       |
| ベタンソス           | アランガ、ベタンソス、セスーラス、コイロス、クルティス、イリショーア、ミーニョ、オサ・ドス・リオス、パデルネ、ビラルマイヨール、ビラサンタール | 11 | 39,621     | 677.0       |
| ア・コルーニャ       | アベゴンド、アルテイショ、ベルゴンド、カンブレ、カラル、ア・コルーニャ、クジェレード、オレイロス、サダ                                         | 8  | 395,412    | 469.8       |
| オ・エウメ           | ア・カペーラ、アス・ポンテス・デ・ガルシーア・ロドリゲス、カバーナス、ポンテデウメ、モンフェーロ                                               | 5  | 26,719     | 538.7       |
| フェロル             | アーレス、セデイラ、フェネ、フェロル、モエーチェ、ムガルドス、ナロン、ネダ、サン・サドゥルニーニョ、アス・ソモーサス、バルドビーニョ           | 11 | 162,980    | 623.5       |
| フィステーラ         | セー、コルクビョン、ドゥンブリーア、フィステーラ、ムシーア                                                                                     | 5  | 23,966     | 339.4       |
| ムーロス             | カルノータ、ムーロス | 2  | 14,725     | 143.8       |
| ノイア               | ロウサーメ、ノイア、オウテス、ポルト・ド・ソン                                                                                                 | 4  | 35,832     | 325.1       |
| オルデス             | セルセーダ、フラーデス、メシーア、オルデス、オローソ、トルドイア、トラソ                                                                       | 7  | 38,832     | 754.7       |
| オルテガル           | カリーニョ、セルディード、マニョン、オルティゲイラ                                                                                             | 4  | 14,364     | 391.7       |
| サンティアーゴ       | アメス、ボケイション、ブリオン、サンティアゴ・デ・コンポステーラ、テオ、バル・ド・ドゥブラ、ベドラ                                             | 7  | 161,893    | 689.5       |
| オ・サール           | ドドロ、パドロン、ロイス | 3  | 17,117     | 117.3       |
| テーラ・デ・メリーデ | メリーデ、サンティソ、ソブラード、トケス | 4  | 13,427     | 367.2       |
| テーラ・デ・ソネイラ | カマリーニャス、ビミアンソ、サス | 3  | 20,188     | 372.5       |
| シャージャス         | マサリコス、サンタ・コンバ | 2  | 15,767     | 485.0       |
| 計                   | | 94 | 1,145,488  | 7,950.4     |

### 司法管轄区

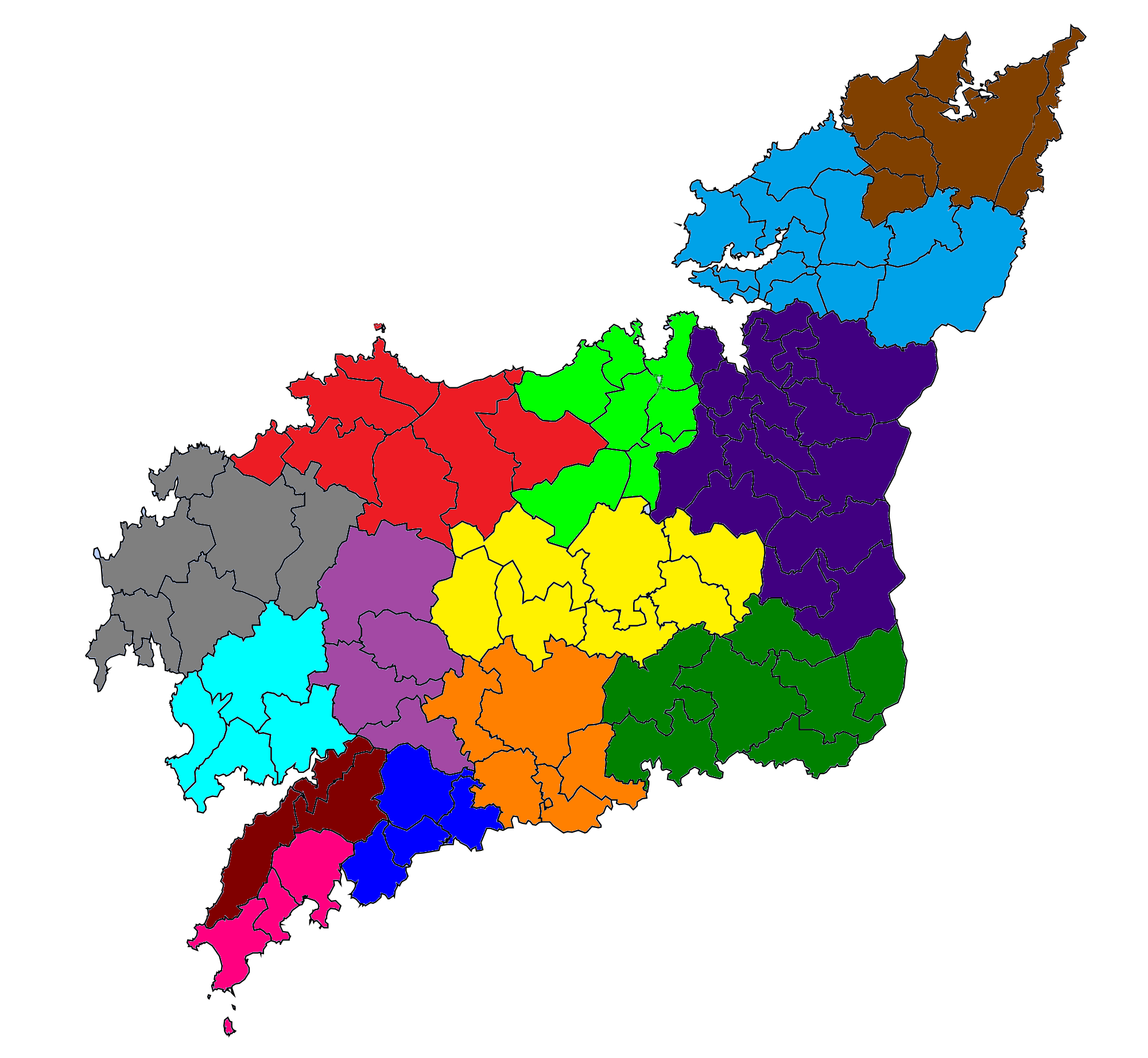
ア・コルーニャ県の司法管轄区

県内は14の司法管轄区に分けられている。太字は中心自治体。
1. ベタンソス司法管轄区[7] - アベゴンド、アランガ、ベルゴンド、ベタンソス、セスーラス、コイロス、クルティス、イリショーア、ミーニョ、モンフェーロ、オサ・ドス・リオス、パデルネ、ポンテデウメ、サダ、ソブラード、ビラルマイヨール、ビラサンタール
2. サンティアゴ・デ・コンポステーラ司法管轄区[8] - アメス、ボケイション、サンティアゴ・デ・コンポステーラ、テオ、ベドラ
3. フェロル司法管轄区[9] - アーレス、カバーナス、ア・カペーラ、フェネ、フェロル、ムガルドス、ナロン、ネダ、アス・ポンテス・デ・ガルシーア・ロドリゲス、サン・サドゥルミーニョ、アス・ソモーサス、バルドミーニョ
4. ア・コルーニャ司法管轄区[10] - アルテイショ、カンブレ、カラル、セルセーダ、ア・コルーニャ、クジェレード、オレイロス
5. ノイア司法管轄区[11] - ロウサーメ、ノイア、ポルト・ド・ソン
6. カルバージョ司法管轄区[12] - カバーナ・デ・ベルガンティーニョス、カルバージョ、コリスタンコ、ア・ララーチャ、ラシェ、マルピカ・デ・ベルガンティーニョス、ポンテセーソ
7. コルクビョン司法管轄区[13] - カマリーニャス、セー、コルクビョン、ドゥンブリーア、フィステーラ、ムシーア、ビミアンソ、サス
8. アルスーア司法管轄区[14] - アルスーア、ボイモルト、メリーデ、オ・ピノ、サンティソ、トケス、トウロ
9. オルティゲイラ司法管轄区[15] - カリーニョ、セデイラ、セルディード、マニョン、モエーチェ、オルティゲイラ
10. リベイラ司法管轄区[16] - ボイロ、ア・ポブラ・ド・カラミニャル、リベイラ
11. ネグレイラ司法管轄区[17] - ア・バーニャ、ブリオン、ネグレイラ、サンタ・コンバ
12. ムーロス司法管轄区[18] - カルノータ、マサリコス、ムーロス、オウテス
13. パドロン司法管轄区[19] - ドドロ、パドロン、リアンショ、ロイス
14. オルデス司法管轄区[20] - フラーデス、メシーア、オルデス、オローソ、トルドイア、トラソ、バル・ド・ドゥブラ

## 政治

### 県議会
ア・コルーニャ県議会（Deputación da Coruña）の定数は25、現在の議長はガリシア国民党（PPdeG）のディエゴ・カルボ・ポウソ、議席の内訳はガリシア国民党（PPdeG）：17、ガリシア社会主義者党（PSdeG-PSOE）：9、ガリシア民族主義ブロック（BNG）：5である 。